# Karl-Heinz Helbing
Karl-Heinz Helbing (Wiesbaden, Alemania, 7 de marzo de 1957) es un deportista alemán retirado especialista en lucha grecorromana donde llegó a ser medallista de bronce olímpico en Montreal 1976.

## Carrera deportiva
En los Juegos Olímpicos de 1976 celebrados en Montreal ganó la medalla de bronce en lucha grecorromana de pesos de hasta 74 kg, tras el luchador soviético Anatoly Bykov (oro) y el checoslovaco Vítězslav Mácha (plata).